# Зміївка (Росія)
Зміївка (рос. Змиёвка) — смт у Свердловському районі Орловської області Російської Федерації.
Населення становить 5479 осіб. Входить до муніципального утворення міське поселення Зміївка.

## Історія
Населений пункт розташований у межах Чорнозем'я та історичного Дикого Поля. Від 30 липня 1928 року у складі Орловського округу Центрально-Чорноземної області, 13 червня 1934 року після ліквідації Центрально-Чорноземної області населений пункт увійшов до складу новоствореної Курської області.
З 1937 року в складі новоутвореної Орловської області.
Від 2013 року входить до муніципального утворення міське поселення Зміївка.

## Населення
| 1939  | 1959  | 1970  | 1979  | 1989  | 2002  | 2009  |
| ----- | ----- | ----- | ----- | ----- | ----- | ----- |
| 2152  | ↗3139 | ↗4996 | ↗5630 | ↗6295 | ↗6373 | ↘5853 |
| 2010  | 2012  | 2013  | 2014  | 2015  | 2016  | 2017  |
| ↗5976 | ↘5906 | ↗6146 | ↘6079 | ↘5970 | ↘5898 | ↘5850 |
| 2018  |       |       |       |       |       |       |
| ↘5794 |       |       |       |       |       |       |